# Palpata
Palpata — підклас багатощетинкових червів. Монофілія підкласу піддається сумнівам і в подальшому його таксономія може бути переглянута.

## Характеристика
Головною відмінністю від підкласу Scolecida є наявність на головному відділі пари сенсорних щупиків, які у сколецид відсутні. Підклас поділяється на два ряди: Aciculata та Canalipalpata.
Aciculata це велика група багатощетинкових червів, що еквівалентна старій назві Бродячі (Errantia). До неї відносять червів, що можуть пересуватися (повзати або плавати) за допомогою параподій. Ряд ділиться на два підряди Eunicida і Phyllodocida.
Canalipalpata еквівалентна до старої таксономічної назви Сидячі (Sedentaria). Сюди відносять хробаків, що все доросле життя проводять на одному місці у саморобній трубці, яка зроблена з піску або мулу та скріплена слизом. Ряд ділиться на три підряди — Sabellida, Spionida і Terebellida.